# Antonio Vico
Antonio Vico (9 de janeiro de 1847 - 25 de fevereiro de 1929) foi um cardeal da Igreja Católica Romana e prefeito da Congregação dos Ritos.

## Biografia
Vico nasceu em Agugliano , Itália. Ele foi educado no Collegio Capranica em Roma e de 1873 até 1876 ele estudou na Pontifícia Universidade Gregoriana onde obteve doutorado em filosofia, teologia e doutorado em direito civil e canônico .
Ele foi ordenado em 20 de setembro de 1873 em Ancona . Ele fez trabalho pastoral na diocese de Roma de 1876 até 1877. Ele serviu como secretário da nunciatura na Espanha de 1877 até 1880 e foi secretário da delegação apostólica em Constantinopla até 1883. Ele atuou como auditor da nunciatura na França a partir de 1883 até 1887 e da nunciatura na Espanha até 1893 e da nunciatura em Portugal de 1893 até 1897. Ele foi criado Chamberlain Privado de Sua Santidade em 25 de maio de 1886.

## Episcopado
Ele foi nomeado titular Arcebispo de Philippi por Papa Leão XIII em 22 de dezembro de 1897. Ele atuou como Delegado Apostólico para Colômbia a partir de 1897 e como Núncio Apostólico para a Bélgica a partir de 1904 e para a Espanha até 1907.

## Cardinalizado
Ele foi criado e proclamou Cardinal-Priest de San Callisto no consistório de 27 de Novembro 1911 pelo Papa Pio X . Ele participou do conclave de 1914 que elegeu o papa Bento XV . O Papa Bento XV o nomeou Prefeito da Sagrada Congregação dos Ritos em 11 de fevereiro de 1915. Ele foi eleito para a ordem dos cardeais bispos, recebendo a sede suburbicária de Porto e Santa Rufina em 6 de dezembro de 1915. Ele participou do conclave de 1922 que elegeu o papa Pio XI . Ele morreu em Roma em 1929 com a idade de 82 anos.